# 台中捷運公司
台中捷運公司（たいちゅうしょううんこうし、正式名称：臺中捷運股份有限公司、略称中捷公司）は台湾で運輸業を営む、台中市政府交通局による公営企業。
整備中の台中捷運の運営母体として台中市周辺の公共交通を担う。

## 概要
「台中捷運股份有限公司組織自治条例」に基づいて2017年1月に台中捷運公司を設立した。
また、初の捷運路線となる緑線（烏日文心北屯線）が2020年に全線開業を果たした。

## 沿革
- 2016年
  - 11月 - 職員求人開始[7]。
  - 12月 - 捷運公司の資本金として2億元を拠出する予算案が市議会を通過[8]。
- 2017年
  - 1月1日 - 「台中捷運股份有限公司」が正式に発足[9]。
  - 10月16日 - 人材養成のため国立中興大学との産学連携覚書を締結[10]。
- 2020年
  - 2月3日 - 台北市捷運局から台中捷運緑線施設の引渡を受ける[11]。

## 歴代董事長
台中捷運公司
| 代     | 姓名   | 就任時期       | 退任時間       | 備考                                                         |
| 董事長 | 董事長 | 董事長         | 董事長         | 董事長                                                       |
| ------ | ------ | -------------- | -------------- | ------------------------------------------------------------ |
| 1      | 蔡岡廷 | 2017年1月1日   | 2018年12月24日 | 国立中興大学景観・レクリエーション学科（景觀與遊憩）碩士教授 |
| 代理   | 林良泰 | 2018年12月25日 | 2019年3月4日   |                                                              |
| 2      | 林志盈 | 2019年3月4日   | 現任           | 元台北市政府捷運工程局、台北市・台中市政府交通局長           |

## 組織
行政業務組織
- 運務処
- 維修処
- 企画処
- 総務処
- 財務室
- 会計室
- 法政室
- 労安室
- 監査室（董事会直属）